# Japonofilia

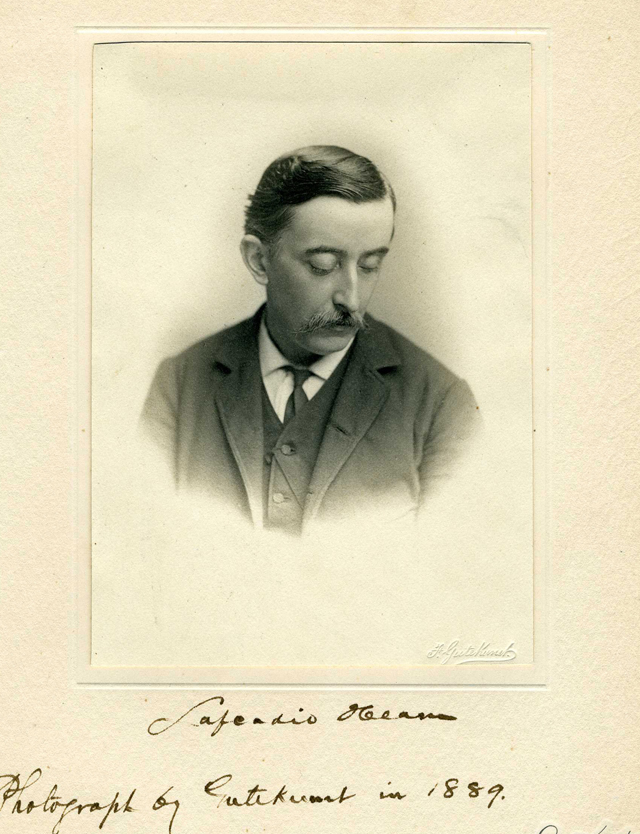
Lafcadio Hearn, también conocido como Koizumi Yakumo, un notable estudioso y autor con un fuerte interés en la cultura japonesa y Japón.

La japonofilia o niponofilia es el interés o amor hacia Japón y todas las cosas japonesas. Varias culturas y personas han atravesado varios periodos de japonofilia, por varias razones, a lo largo de la historia.[cita requerida]
A finales del siglo XVIII y comienzos del siglo XIX, Carl Peter Thunberg y Philipp Franz von Siebold, que se encontraban en un enclave holandés de Dejima, ayudaron a introducir la flora japonesa, ilustraciones, y otros objetos a Europa. Se consideran de entre los primeros japonofílicos. (Esto fue antes de la Restauración Meiji en 1868, cuando Japón comienza a abrir sus puertas al extranjero.)
Lafcadio Hearn, un autor greco-irlandés que construyó su casa en Japón en el siglo XIX, era descrito como "un japonófilo empedernido" por Charles E. Tuttle Company en su prólogo al mejor de los libros.
A comienzos del siglo XX, escritores británicos se interesan por Japón. En 1904, por ejemplo, Beatrice Webb escribió que Japón era una "estrella en alza del autocontrol humano y educacional", elogiando el "colectivismo de innovación" de lo japonés, y la "increíble" y decidida mente abierta de sus "profesionales educadores de élite". H. G. Wells similarmente llama la élite de su Una Moderna Utopía "samurái".  En parte esto fue resultado del declive de la industria británica, con Japón y Alemania a la cabeza en aquel tiempo.  Mientras que Alemania era vista como una amenaza, Japón era vista como una aliada. Los británicos buscaron la eficiencia como la solución, y después de la publicación en 1906 del libro de Alfred Stead Great Japan: A Study of National Efficiency, Los expertos de Gran Bretaña esperaban aprender lecciones de Japón. Este interés acabó con la Primera Guerra Mundial.
El código guerrero Bushidō ejerció una gran influencia sobre el general José Millán-Astray, fundador de la Legión Española. Millán-Astray realizó una traducción al español del libro de Inazō Nitobe "Bushidō: el alma del Japón" y un prólogo a la misma.
Marty Friedman, el famoso guitarrista de la banda de thrash metal Megadeth, es un famoso japonofílico que vive y trabaja en Japón desde el 2003. Friedman domina el japonés escrito y hablado desde antes de irse a vivir al país del Sol Naciente, pues solía tomar clases de japonés por correspondencia, incluso cuando andaba de gira con Megadeth. Su interés y autodeterminación fue tal que muchas veces, durante las giras en Japón, pidió ser entrevistado sin intérprete. Friedman asegura que su estilo guitarrístico se halla influenciado por el género musical enka, tan popular en Japón. Así mismo, declara sentir apasionamiento por la comida japonesa, en especial por la más picante y condimentada.